# Rudolf Querner

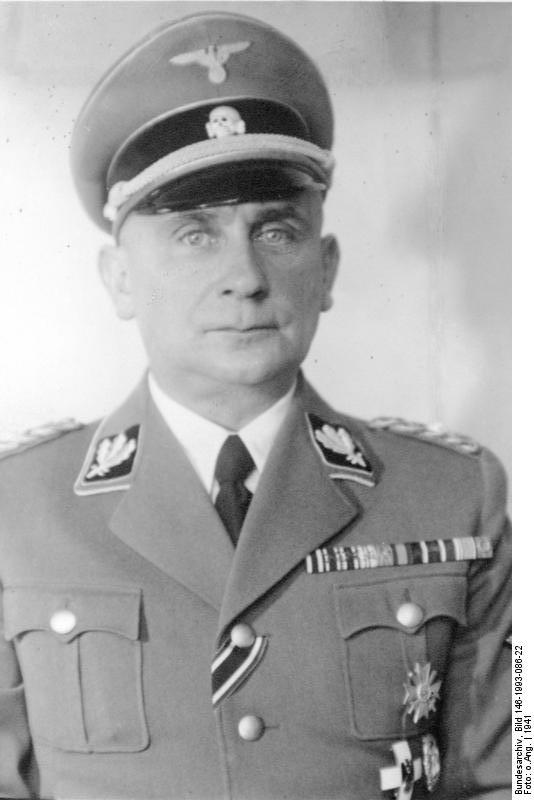
Rudolf Querner (1941)

Ernst Rudolf Querner (* 10. Juni 1893 in Lehndorf bei Kamenz; † 27. Mai 1945 bei Magdeburg) war ein deutscher SS-Obergruppenführer, General der Waffen-SS und Polizeigeneral. Querner war ab Mai 1941 als Höherer SS- und Polizeiführer (HSSPF) Nordsee, mit Sitz in Hamburg, ab Ende Januar 1943 als HSSPF Donau und schließlich von Oktober 1944 bis Anfang Mai 1945 als HSSPF Mitte tätig.

## Leben

### Familiärer Hintergrund, Erster Weltkrieg und Polizeidienst
Querner, Sohn eines Landwirts und Rittergutbesitzers, besuchte ein humanistisches Gymnasium in Bautzen. Anschließend besuchte er das Kadettenkorps in Dresden und die Kriegsschule in Hannover. Querner nahm ab August 1914 als Offizier des Kgl. Sächs. 7. Infanterie-Regiment "König Georg" Nr. 106 am Ersten Weltkrieg teil und geriet nach Kriegsende in französische Kriegsgefangenschaft. Er schied als Oberleutnant aus der Armee aus. Rudolf Querner war ab 1919 mit Annemarie, geborene Schorkopf, verheiratet, aus der Ehe gingen vier Kinder hervor. Eine Tochter war die Bildhauerin Ursula Querner. Ab September 1919 war Querner bei der Ordnungspolizei in Sachsen beschäftigt, wo er Hundertschaftsführer und Abteilungskommandeur wurde.

### Zeit des Nationalsozialismus
Querner trat im Zuge der Machtübergabe an die Nationalsozialisten zum 1. Mai 1933 der NSDAP bei (Mitgliedsnummer 2.385.386). Er wurde Personalreferent im Sächsischen Innenministerium und war ab 1934 als Referent für „Organisation und Verwendung“ im Reichsministerium des Inneren tätig.
Vom 1. September 1936 bis zum 1. April 1937 war er als Kommandeur der Schutzpolizei Hamburg tätig und anschließend als Inspekteur, beziehungsweise ab 1940 als Befehlshaber, bei der Ordnungspolizei Hamburg bis Oktober 1940 eingesetzt. Der SS trat Querner zum 22. Mai 1938 bei (SS-Nummer 308.240). Zusätzlich fungierte Querner als Befehlshaber der Ordnungspolizei (BdO) in Prag kommissarisch im März 1939. Von November 1940 bis April 1941 war Querner SS-Führer im Stab RFSS und ab Dezember 1940 im Hauptamt Ordnungspolizei als Generalinspektor der Gendarmerie und Schutzpolizei der Gemeinden eingesetzt.

#### Hamburg
Vom 1. Mai 1941 bis Ende Januar 1943 fungierte Querner als HSSPF Nordsee im Wehrkreis X mit Dienstsitz Hamburg. Querners Aufgaben umfassten auch die Leitung der Polizeiabteilung innerhalb der Hamburger Staatsverwaltung sowie die Vertretung des Hamburger Reichsstatthalters Karl Kaufmanns in sämtlichen polizeilichen Angelegenheiten. Querner war maßgeblich in die Deportation der Hamburger Juden involviert, die ab Ende Oktober 1941 begann. Vom 23. bis zum 25. Oktober 1941 begleitete Querner mit sieben weiteren SS-Führern den Reichsführer SS Heinrich Himmler zu einer Besichtigung des Arbeitslagers Mogilew, welches zum Vernichtungslager ausgebaut werden sollte. Querner beteiligte sich in dieser Zeit auch als Mittelsmann zwischen der Hamburger Firma Tesch & Stabenow, Hauptlieferant von Zyklon B, und den Höheren SS- und Polizeiführern im Osten an der Judenvernichtung.

#### Wien
Von Ende Januar 1943 bis Anfang Oktober 1944 war Querner HSSPF Donau im Wehrkreis XVII mit Dienstsitz Wien. Er wurde am 21. Juni 1943 zum SS-Obergruppenführer und am 1. Juli 1944 zum General der Waffen-SS befördert. In seiner Funktion als SS-Obergruppenführer nahm er an der Gruppenführer-Tagung am 4. Oktober 1943 in Posen teil, bei der Heinrich Himmler die erste Posener Rede hielt.
Im Zuge des gescheiterten Staatsstreiches vom 20. Juli 1944 wurde Querner mit weiteren SS-Führern am Abend des 20. Juli 1944 in das Wiener Wehrkreiskommando am Stubenring durch den Chef des Stabes Heinrich Kodré „eingeladen“ und kurzzeitig festgesetzt. Auffallend ist dabei, dass er sich mit seinen SS-Verbänden dabei dem Chef des Stabes im Wehrkreis XVII, Wien, dem Ritterkreuzträger Heinrich Kodré, unterstellte und mit seinen SS-Verbänden nichts zur Niederschlagung des versuchten Staatsstreichs unternahm. Er wollte nicht einmal, wie ebenfalls Jedlicka berichtet, die Fernschreiben selbst sehen: „Wenn sie das sagen, glaube ich Ihnen doch“. Kodrés Autorität als Ritterkreuzträger ließ ihn für Querner über jeden Verdacht erhaben erscheinen. In einem Bericht von Hauptmann Fritz Bollhammer heißt es wörtlich: „General Querner erkundigte sich, wer denn General von Esebeck sei, fragte sehr betont, ob dies neu sei, dass der Befehlshaber durch einen vom OKH entsandten General vertreten werde und ob General Esebeck eigens zu diesem Zweck hierher kam.“ Ganz geheuer schien ihm die Sache also nicht, da es Usus war, die österreichischen Wehrkreiskommandanten durch österreichische Generale vertreten zu lassen. Dennoch fügte er sich ohne Protest in die von Kodré getroffenen Maßnahmen. Bekanntlich kämpfte auch die SS – ganz im Gegensatz zu Berlin und anderen Wehrkreisen – in Wien nicht, weil sie eben von Querner, der sich im Wehrkreiskommando bei Kodré „aufhielt“, keinen Befehl dazu bekam, und dieser auch gegen die von Kodré angeordnete Auslösung von „Walküre“ nicht protestierte. Bei den anschließenden Ermittlungen durch die Gestapo war dieses Verhalten ein heikler Punkt, sodass man die Angelegenheit im Sande verlaufen ließ, obwohl sie ein eindeutiges Unterlassungsdelikt – die SS unternimmt nichts gegen den versuchten Staatsstreich – darstellte. Da Querner sich die Fernschreiben nicht persönlich ansah, konnte ihm allerdings auch die unrechtmäßige Unterschrift durch Erwin von Witzleben nicht auffallen, sodass man ihm durchaus massive Fehler seitens der Gestapo unterstellen konnte, wenn man das gewollt hätte. Der Sachverhalt sprach aber für sich selbst und war peinlich genug.

#### Braunschweig
Vom 5. Oktober 1944 bis zum 8. Mai 1945 war Querner HSSPF Mitte im Wehrkreis XI mit Dienstsitz Braunschweig. Querner war in dieser Funktion für Verbrechen, die im Zuge der Räumung von Konzentrations- und Kriegsgefangenenlagern im Wehrkreis XI stattfanden, wesentlich verantwortlich.

### Tod
Nach Kriegsende wurde Querner festgenommen und beging danach am 27. Mai 1945 in der Haft Selbstmord. Sein Nachlass befindet sich im Bundesarchiv in Koblenz im Bestand Kleine Erwerbungen.

## Auszeichnungen
| Querners SS- und Polizeiränge | Querners SS- und Polizeiränge                    |
| Datum                         | Rang                                             |
| ----------------------------- | ------------------------------------------------ |
| Mai 1938                      | SS-Standartenführer                              |
| April 1939                    | Generalmajor der Polizei                         |
| Juni 1939                     | SS-Oberführer                                    |
| April 1940                    | SS-Brigadeführer                                 |
| November 1940                 | SS-Gruppenführer und Generalleutnant der Polizei |
| Juni 1943                     | SS-Obergruppenführer und General der Polizei     |
| Juli 1944                     | SS-Obergruppenführer und General der Waffen-SS   |

- Eisernes Kreuz (1914) II. Klasse
- Landesorden
- Medaille zur Erinnerung an den 1. Oktober 1938
- Reichssportabzeichen in Silber
- Verdienstkreuz des Ehrenzeichen des Deutschen Roten Kreuzes
- Kriegsverdienstkreuz (1939) II. und I. Klasse mit Schwertern
- Ehrendegen des Reichsführers SS
- Totenkopfring der SS